# Free Dance 2
 (juin 2025).
Si vous disposez d'ouvrages ou d'articles de référence ou si vous connaissez des sites web de qualité traitant du thème abordé ici, merci de compléter l'article en donnant les références utiles à sa vérifiabilité et en les liant à la section « Notes et références ».
Pour plus de détails, voir Fiche technique et Distribution.
Free Dance 2 (titre original : High Strung: Free Dance) est un film musical, romantique et dramatique américano-roumain réalisé par Michael Damian sur un scénario qu'il a écrit avec Janeen Damian et sorti en 2018. Il fait suite à Free Dance du même réalisateur.
Jane Seymour reprend son rôle d'Oksana, la professeure de danse contemporaine.

## Synopsis
Barlow (Juliet Doherty), une jeune danseuse de talent, et Charlie (Harry Jarvis), un pianiste hors pair, rêvent de pouvoir vivre de leur passion. La chance leur sourit enfin quand ils sont engagés dans le nouveau spectacle de Zander Raines (Thomas Doherty),  un génial et colérique metteur en scène de Broadway. Mais leur succès à tous est menacé lorsque les sentiments s’en mêlent…

## Fiche technique
- Titre : Free Dance 2
- Titre original : High Strung: Free Dance
- Réalisation : Michael Damian
- Scénario : Michael Damian et Janeen Damian
- Décors : Mihai Dorobantu
- Costumes : Ana Ioneci
- Musique : Nathan Lanier
- Production : Janeen Damian et Michael Damian
- Société(s) de production : Riviera Films et Castel Film Studio
- Société(s) de distribution : Metropolitan FilmExport
- Pays d'origine :  Roumanie,  États-Unis
- Langue originale : anglais
- Durée : 103 minutes
- Dates de sortie :
  - Etats-unis : 2018
  - France : 2 décembre 2019 directement en VOD

## Distribution
- Thomas Doherty () : Zander Raines
- Juliet Doherty () : Barlow
- Harry Jarvis () : Charlie
- Jane Seymour () : Oksana, la professeure de danse contemporaine
- Giulia Nahmany () : l'attachée de Presse
- Desmond Richardson () : Sammy
- Ace Bhatti () : Ravi
- Jorgen Makena () : Kayla
- Nataly Santiago () : Paloma
- Kerrynton Jones () : Keke